# Donacia dubia
Espèce
Donacia dubia est une espèce fossile de coléoptères de la sous-famille Donaciinae (famille Chrysomelidae).

## Classification
L'espèce Donacia dubia est décrite en 1937 par le paléontologue français Théobald (1903-1981),. 

### Fossiles
L'holotype R698, de l'ère Cénozoïque, et de l'époque Oligocène (33,9 à 23,03 Ma) vient de la collection Mieg, collection conservée au Musée d'histoire naturelle de Bâle. Ce spécimen provient du gisement de Kleinkembs (ou Kleinkems) oligocène, dans le Bade-Wurtemberg, sur la rive droite du Rhin.

### Confirmation du genre
L'espèce Donacia dubia est confirmée dans le genre par Jorge A. Santiago-Blay (d) en 1994,.

### Étymologie
L'épithète spécifique dubia signifie en latin « douteux », ce qui est expliqué dans le paragraphe #Affinités.

## Description

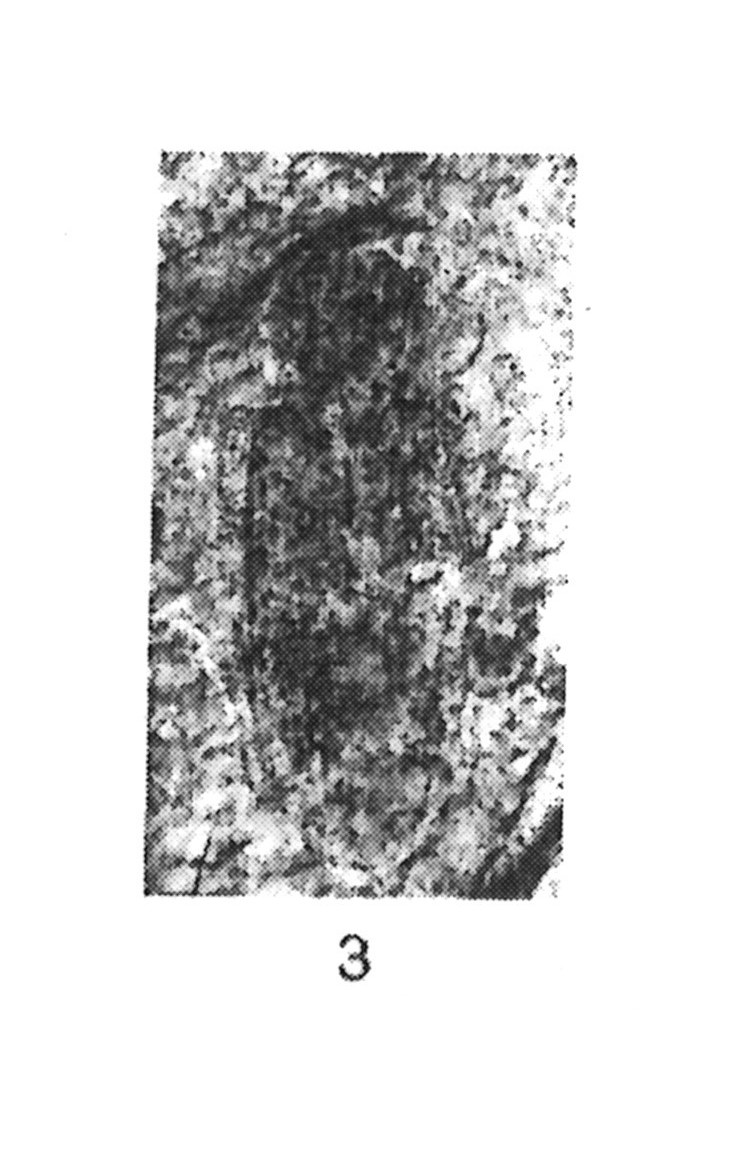
Donacia dubia 1937 N. Théobald Holotype éch.R698 x3 p.177 pl. III Insectes du Sannoisien de Kleinkembs.

### Caractères
Diagnose de Nicolas Théobald en 1937, : 

« Un Insecte vu de la face dorsale. L'abdomen est vu par transparence. Tête et pattes manquent. Coloration brun noirâtre sur le corselet, élytres de teinte brune.
Forme allongée. Corselet subrectangulaire, sommets légèrement tronqués ; côtés presque droits. Surface couverte de ponctuations irrégulières et de sept côtes peu saillantes, ornées de même. Élytres allongés ; scutellum petit ; bords presque parallèles ; élytres débordant largement le corselet ; épipleure large en avant, s'amincit vers l'arrière ; sommet arrondi ; surface ornée de ponctuations serrées les unes contre les autres, irrégulièrement disposées, et de dix stries peu marquées. Sous les élytres on voit le mésothorax et le métathorax avec les insertions des pattes II et III ; plus en arrière l'abdomen avec cinq segments. ».

### Dimensions
La longueur conservée est de 9 mm, la longueur du corselet de 2 mm, et sa largeur 2 mm, les élytres ont une longueur de 7 mm et une largeur de 3,75 mm (les deux élytres réunis), l'abdomen a une largeur de 3 mm.

### Affinités
« la forme des élytres, sa ponctuation et la structure de l'épipleure rappellent le g. Donacia. On observe aussi une disposition analogue dans un certain nombre de Cerambycidae par exemple le g. Saperda. Malheureusement les pattes et la tête manquent, elles seraient indispensables pour confirmer la détermination qui reste douteuse. ».

## Galerie
- Quelques espèces vivantes du genre Donacia.
- Donacia clavipes.
- Donacie du nénuphar (Donacia crassipes Fabricius, 1775).
- Donacia dentata Hoppe, 1795.
- Donacia palmata.

### Publication originale
- [1937] Nicolas Théobald, « Les insectes fossiles des terrains oligocènes de France 473 p., 17 fig., 7 cartes,13 tables, 29 planches hors texte », Bulletin Mensuel de la Société des Sciences de Nancy et Mémoires de la Société des sciences de Nancy, Imprimerie G. Thomas,‎ 1937, p. 1-473 (ISSN 1155-1119 et 2263-6439, OCLC 786027547). .